# Xewkija
Xewkija (officiële naam Ix-Xewkija, uitspraak: sjewkieja) is een plaats en tevens gemeente op het Maltese eiland Gozo. In deze oudste plaats van het eiland, met een oppervlakte van zo'n vier vierkante kilometer, wonen 3115 mensen (november 2005).
De plaats, die is gelegen tussen Għajnsielem en de hoofdstad Victoria, werd (na Victoria) de eerste zelfstandige parochie van Gozo op 27 november 1678. Xewkija is voornamelijk bekend vanwege de enorme koepelkerk, de Rotunda, die is gewijd aan Johannes de Doper. Deze kerk werd gebouwd ter vervanging van een oude kerk nadat deze te klein was geworden voor het aantal parochianen.
Tussen 19 november 1951 en 24 juni 1971 bouwden nagenoeg alle inwoners van het dorp gezamenlijk aan de nieuwe kerk, die werd opgetrokken rondom de nog bestaande oude kerk. Na de voltooiing werd de oude kerk steen voor steen afgebroken, werden de stenen genummerd, en werd de oude kerk direct naast de nieuwe weer herbouwd. Nu staan dan ook de nieuwe en de oude kerk naast elkaar in het centrum van het dorp. De kerken zijn gemaakt van zacht kalksteen, dat zich uitstekend leent voor het uithouwen en -snijden van figuren. Met name in de oude kerk zijn dan ook indrukwekkende beeldhouwwerken te zien, zoals in de koepel van het altaar. Gezien de enorme afmetingen van de kerk overheerst deze het gehele dorpsbeeld en is ze te zien tot in de wijde omtrek van het dorp. De koepel, die wordt ondersteund door acht pilaren van gewapend beton, heeft een hoogte van 75 meter en een omtrek van 85 meter. De gehele kerk is 64 meter lang en 43 meter breed.
Xewkija is de vindplaats van een van de meest interessante overblijfselen uit de geschiedenis van de Maltese eilanden, namelijk een stuk marmer met een Arabische inscriptie uit 1173. De inscriptie noemt het overlijden van een Arabisch meisje genaamd Majmuna in de plaats Xewkija. Op de achterzijde van het dikke stuk marmer is een heidens symbool te vinden, wat betekent dat het kan zijn meegenomen uit een oudere heidense tempel. In 1845 werd het stuk marmer overgebracht naar de Public Library op Malta en in 1960 naar het Gozo National Museum.

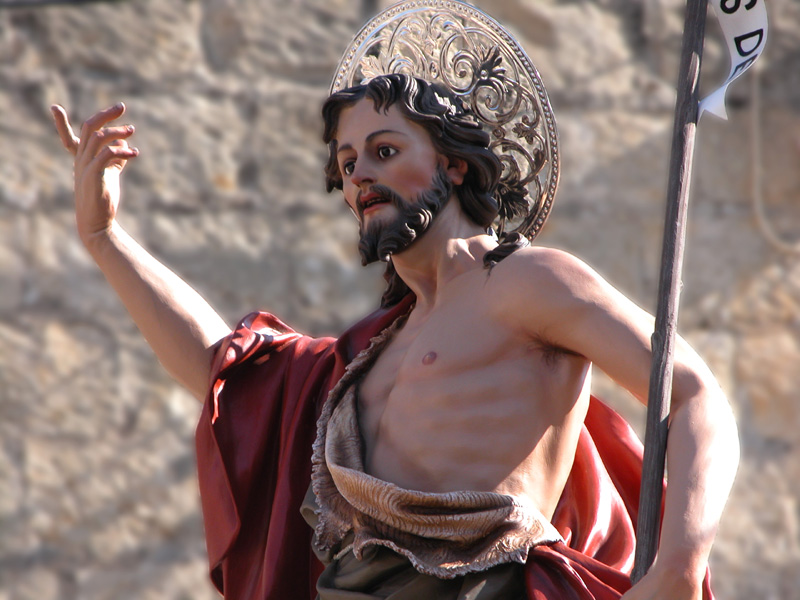
Het nieuwe beeld van Johannes de Doper wordt rondgedragen.

De jaarlijkse festa wordt gehouden ter ere van Johannes de Doper op diens feestdag, 24 juni.